# Гаплогруппа Y (мтДНК)
Гаплогруппа Y — в популяционной генетике — гаплогруппа митохондриальной ДНК человека.

## Происхождение
Гаплогруппа Y является потомком гаплогруппы N9.

## Распространение
Гаплогруппа Y обнаружена у населения юга Сибири с частотой 1 %. С другой стороны, весьма высока частота данной гаплогруппы среди айнов, нивхов и негидальцев.
Кавказ
- северные осетины — 0,7%.[3]

### Восточная Азия
Китай
- Ханьцы: Шаньдун – 3,95%, Ганьсу – 2,22%, Внутренняя Монголия – 2,22%, Синьцзян – 2,13%, Ляонин – 1,96%, Шэньси – 1,89%, Фуцзянь – 1,85%, Юньнань – 1,69%, Сычуань – 1,43%.[4]
- Народы Китая: хани – 3,03%, дауры – 2,2%, узбеки – 1,7%, мяо – 0,97%.[4]

## Палеогенетика
- Y1a1 определили у представителя тасмолинской культуры BIR013.A0101 (Birlik, 786—490 гг. до н. э.)[5].
- Y1a определили у позднесредневекового образца ULA001 из монгольского племени кидани (Китай)[6].

## Публикации
- Литвинов С. С. Изучение генетической структуры народов Западного Кавказа по данным о полиморфизме Y-хромосомы, митохондриальной ДНК и Alu-инсерций. — Уфа, 2010. — 23 с.
- Zhao YB, Zhang Y, Zhang QC, Li HJ, Cui YQ, et al. Ancient DNA Reveals That the Genetic Structure of the Northern Han Chinese Was Shaped Prior to 3,000 Years Ago. PLOS One (4 мая 2015).